# 갈루아 연결
수학에서, 갈루아 연결(영어: Galois connection)은 두 원순서 집합 사이의 한 쌍의 수반 함자를 뜻한다.

## 정의
임의의 원순서 집합 {\displaystyle (X,\lesssim _{X})}은 범주로 여길 수 있다. 이 경우, {\displaystyle (X,\lesssim _{X})}의 대상은 {\displaystyle X}의 원소이며, 사상은 {\displaystyle x\lesssim _{X}y}인 순서쌍 {\displaystyle (x,y)}이다. 이 경우, 두 원순서 집합 사이의 함자는 증가 함수이다.
두 원순서 집합 {\displaystyle (X,\lesssim _{X})}, {\displaystyle (Y,\lesssim _{Y})} 사이의 갈루아 연결은 수반 함자를 이루는 두 함자
{\displaystyle f\colon X\to Y}
{\displaystyle g\colon Y\to X}
{\displaystyle f\dashv g}
를 뜻한다. 사실, 두 함자 {\displaystyle f\colon X\to Y} 및 {\displaystyle g\colon Y\to X}에 대하여, 다음 세 조건이 서로 동치이다.:155, Definition 7.23
- {\displaystyle f\dashv g}
- 다음 두 조건이 성립한다.
  - 임의의 {\displaystyle x\in X}에 대하여, {\displaystyle x\lesssim _{X}g(f(x))}
  - 임의의 {\displaystyle y\in Y}에 대하여, {\displaystyle f(g(y))\lesssim _{Y}y}
- 임의의 {\displaystyle x\in X} 및 {\displaystyle y\in Y}에 대하여, {\displaystyle f(x)\lesssim _{Y}y\iff x\lesssim _{X}g(y)}

## 같이 보기
- 위수
- 이중 잉여류
- 갈루아 확대
- 자기 동형 사상

## 참고 문헌
1. ↑  Davey, Brian A.; Priestley, Hilary A. (2002). 《Introduction to lattices and order》 (영어) 2판. Cambridge: Cambridge University Press. ISBN 978-0-521-78451-1. MR 1902334. Zbl 1002.06001.

- 신현용; 신기철; 신실라 (2017). 《대칭: 갈루아 이론》. 청주: 매디자인. ISBN 9791195965816.